# スラムフィッシュ
『スラムフィッシュ』シリーズは、真堂樹による日本のライトノベル。挿絵は二宮悦巳。集英社（コバルト文庫）より、1997年11月から2003年1月まで刊行された。全5巻。

## ストーリー
荒廃した旧市街を舞台に稼ぎ屋の那智、甲斐、紅蓮公主、リー・リンの4人の男たちの思惑が交錯し、深みにはまりながらも幸せになれる先を目指していくデッドエンド・ストーリー。

## 地理
旧市街と新市街からなる。

### 旧市街
新市街から見捨てられ、荒れるに任された廃市。暴力がものを言う、混沌とした「ごみ溜め」の世界。和平公司（わへいコンス）と呼ばれる結社が牛耳っていたが、5年前に九麗公司（きゅうれいコンス）に取って代わられた。
天堂区（ヘヴンズ・スクエア）
高い塀で囲まれた一角。孔雀街の西に位置している。
旧市街の中では珍しく、古めかしい壮麗な建物が並んでおり、現在は九麗公司の幹部の居住区となっている。
孔雀街（ピーコック・タウン）
旧市街のほぼ中心に位置する、高層住宅がひしめき合う住宅街。
建て増しに建て増しを重ねたややこしい構造のため『迷路街（ミールーチェ）』とも呼ばれ、どの建物も必ずどこかしら隣の棟と繋がっており、更にすり鉢状の地形の所為で、繋がっている階同士が一致していない。
火鍋街（ホットポット）
食料品や雑貨を売る店がひしめき合う地区。飲食店も多く、懐に余裕があればそれなりの食事をすることが出来る。
万人街（ミリオンズ･タウン）
3、4階建ての古い建物が並ぶ、旧市街の中では比較的安全な地区。
イーストエンド
旧市街の東端の界隈。怪しげな享楽の種が数え切れないほど落ちている。
死胡同（デッドエンド）
イーストエンドより更に奥の界隈。ごみ溜めの中のごみ溜め。娼館が立ち並び、昼夜を問わず人やドラッグが売り買いされる場所。
トラッシュ・カン
工場跡地。代償の煙突に多数のタンク、むき出しの鉄骨や殺風景なコンクリート壁が残されている。

### 新市街
旧市街とはティエンタン・リバーで遮られている。旧市街とは違って平和で、空気も綺麗なところらしい。新市街へ移住するには高額な居住権を買い取る必要があるため、一般人は諦めの眼差しを川向こうに送るだけである。

## 登場人物
那智（なち）
主人公。18歳。黒髪黒眼のオリエンタル。5年前に死胡同の娼館で働かされていたところを甲斐に拾われた。
その後銃やナイフの扱いを教わり、稼ぎ屋として命がけの仕事をこなしている。
紅蓮公主（こうれんこうしゅ）
那智と同じ年頃の黒髪碧眼の少年。引退する九麗公司の頭首の身代わりとして、リー・リンが養育していた。
甲斐が姿を消した後の那智の相棒。射撃の腕は一流。感情の起伏と表情の変化が極端に乏しい。
甲斐（かい）
那智の相棒。23歳。茶髪碧眼。物腰穏やかな青年だが、稼ぎ屋としての腕は一流。本名はコンラートといい、自身が那智を拾ったのと全く同じ状況で過去にリー･リンに拾われ、その後数年間は彼の下で暗殺の仕事を手伝っていた。
リー・リン
黒髪黒眼のオリエンタル。年齢は三十代半ば。
九麗公司の若手幹部。公司の頭首に拾われる前は死胡同の娼館にいたらしい。
Jade（ジェイド）
稼ぎ屋。黒髪黒眼。耳や指にいくつもの翡翠をつけている派手好きな青年。
那智と同じく死胡同上がりだが、どのようにしてその境遇から抜け出したのかは不明。
二爺（アルイエ）
女顔の青年。口調だけは名前に相応しく年寄り臭い。
壊滅した和平公司の生き残りで、稼ぎ屋を雇っては九麗公司に小さな喧嘩を繰り返し仕掛けている。
時計屋
死胡同の顔役。那智がいた娼館『第二天』の主でもある。
丸眼鏡をかけた一見穏やかそうな人物だが、その心中は計れない。

## 刊行一覧
- スラムフィッシュ ISBN 4-08-614386-0 c0193 (1997年11月)
- サディスティック アクア ISBN (1998年4月)
- チリビーンズ ピーコック ISBN (1999年4月)
- チェリージャム ジャンク ISBN (2001年7月)
- パラダイス フィッシュ ISBN (2003年1月)